# حسین مسرت
حسین مسرت (زادهٔ ۲ شهریور ۱۳۳۹)، کتابدار مرجع، نسخه‌شناس و فهرست‌نگار کتابهای چاپ سنگی و خطی کتابخانه وزیری یزد، یک نویسنده و پژوهشگر ایرانی است.

## زندگی‌نامه
مسرت در ۲ شهریور ۱۳۳۹ در یزد متولد شد. پدرش، عباس مسرت، شاعر بود و کتابخانه بزرگی داشت؛ همین موضوع سبب گشت حسین از کودکی با آثار ادبی آشنا شود. تحصیلات مقدماتی و از جمله کارشناسی زبان و ادب فارسی خود را در یزد گذراند. نخستین مقالات او در روزنامه اطلاعات و هفته‌نامه ندای یزد به چاپ رسید. وی در ۱۳۹۶کارشناسی ارشد خود را در رشتهٔ نسخه‌شناسی بنیاد ایران‌شناسی با موضوع تصحیح و نقد دو نسخهٔ خطّی «سفر به جنوب ایران» با تأکید بر بررسی تاریخ اجتماعی یزد در عصر قاجار، و راهنمایی دکتر فریبا افکاری کسب کرد.

## فعالیت
سال ۵۶ نخستین مقاله‌اش را در روزنامه اطلاعات منتشر کرد و در ادامه فعالیت خود را به عنوان روزنامه‌نگار پی گرفت تا جایی که بیش از ۶۰۰ مقاله در نشریات مختلف منتشر کرد. از وی تاکنون ۶۰ کتاب به چاپ رسیده‌است.
مسرت مدتی را عضو هیئت منصفه مطبوعات استان یزد بود. همچنین مسئولیت‌هایی چون مدیر عامل کانون یزدی‌تباران، مسئول مرکز اسناد و تحقیقات دانشکدهٔ معماری دانشگاه یزد (۱۳۷۰–۱۳۷۷)؛ کتابدار راهنما و فهرست‌نگار کتابهای چاپی کتابخانهٔ وزیری یزد را بر عهده داشت.

## آثار
«دیدگاه‌ها» دربارهٔ آثار دکتر محمدعلی اسلامی ندوشن، «پویای فرهنگ»، «سیمای یزد»، «کتابشناسی اخوان ثالث»، «لطایف التفسیر»، «مرغ طوفان» دربارهٔ زندگی و افکار فرخی یزدی (در دست چاپ)، «میراث نیاکان» یادنامه مهدی اخوان ثالث، «وقف نامه مسجد خضر شاه یزد» و «یزد، یادگار تاریخ» به چاپ رسیده‌است.

کتاب پیشوای آزادی (تهران: ثالث، ۱۳۸۴ و ۱۳۹۷)؛ نامزد دریافت جایزه کتاب سال جمهوری اسلامی

از میان آثار پرشمار حسین مسرت کتاب «زندگی و شعر فرخی یزدی؛ پیشوای آزادی» (نشر ثالث، ۱۳۸۴)در بیست و چهارمین دوره کتاب سال و چهاردهمین دوره کتاب سال جهانی در بخش آثار تألیفی به مرحله نهایی داوری راه یافته‌است. همچنین کتاب دیگرش با نام تذکره میکده نیز در سال ۱۳۸۲ نامزد دریافت جایزه کتاب سال بود.

## پژوهش و نگارش

روی جلد یادگار قلم

در ۱۳۹۸ فهرست گسترده‌ای از آثار حسین مسرت اعم از کتاب‌ها و مقالات با عنوان «یادگار قلم؛ کارنامه پژوهشی حسین مسرت ۱۳۹۷–۱۳۵۷» به کوشش پیام شمس‌الدینی از سوی مؤسسه خانه کتاب منتشر شده‌است. همچنین پیش از آن در ۱۳۹۴ کتاب «کارنامه سی ساله حسین مسرت» توسط انتشارات مهرگردان منتشر شده بود.

### دهه ۱۳۹۰
۱۳۹۹ یزد، یادگار تاریخ، تهران: انتشارات یزدا، ۱۳۹۹، رحلی، جلد دوم، ۶۶۶ صفحه.
۱۳۹۸ وقف‌نامهٔ مسجد خضر شاه یزد، به کوشش: حسین مسرّت، یزد: اندیشمندان یزد، ۱۳۹۸، جیبی.
۱۳۹۸ کتابشناسی استان یزد: غلامرضا ابراهیمی خوسفی، فضّهٔ ابراهیمی خیرآبادی، زیر نظر: حسین مسرّت، پژوهش برای ادارهٔ کلّ فرهنگ و ارشاد اسلامی استان یزد، مجری: دانشکدهٔ علمی کاربردی یزد، ۱۳۹۸.
۱۳۹۸ استاد ایرج افشار، یزد: خانهٔ فرهنگ صدوقی (دانشنامهٔ فرهنگ و تمدّن استان یزد) ۱۳۹۸، رقعی.
۱۳۹۷ یزدانش، تاریخچهٔ سی‌سالهٔ دانشگاه یزد، یزد: دانشگاه یزد، ۱۳۹۷، وزیری، ۳۸۰ ص، مصوّر، رنگی. (همراه با جلیل شاهی، گلپر نصری).
۱۳۹۷ ویژه‌نامهٔ ایرج افشار، سردبیر ویژه‌نامه: حسین مسرّت، مجلّهٔ یزد و یزدی‌ها، س ۱۰، ش ۳۶ (پاییز ۱۳۹۷)، رحلی، ۱۵۲ص.
۱۳۹۷ گزارش زندگی، آثار و خدمات افراد برجستهٔ خاندان صدر، نوّاب و خانواده‌های وابسته به آن، ارائه به آقای عبدالرّضا توکّلی یزدی، ۱۳۹۷، رحلی، ۱۱۸ ص، مصوّر، رنگی.
۱۳۹۷ سید علی محمّد وزیری یزدی، تهران: خانهٔ کتاب (مشاهیر وقف کتاب در ایران، ۱)، ۱۳۹۷، پالتویی، ۴۸ص.
۱۳۹۷ سید احمد اخوان دستمالچی، تهران: خانهٔ کتاب (مشاهیر وقف کتاب در ایران، ۲)، پالتویی، ۱۳۹۷، ۴۸ص.
۱۳۹۷ زندگی، آثار و خدمات غلامرضا آگاه، ارائهٔ به خانوادهٔ آگاه، ۱۳۹۷، رحلی، ۷۰+۲۵ص، مصوّر.
۱۳۹۶ میراث نیاکان (یادنامهٔ مهدی اخوان ثالث)، یزد: اندیشمندان یزد، ۱۳۹۶، رقعی، ۳۰۴ص.
۱۳۹۶ دیوان اشعار کاظم ثابتی اشرف (مسعود یزدی)، به کوشش: حسین مسرّت، کاظم کشمیرشکن، یزد: اندیشمندان یزد، ۱۳۹۶، وزیری ۳۶۴ص.
۱۳۹۶ تصحیح و نقد دو نسخهٔ خطّی «سفر به جنوب ایران» با تأکید بر بررسی تاریخ اجتماعی یزد در عصر قاجار، استاد راهنما: دکتر فریبا افکاری، پایان‌نامهٔ کارشناسی ارشد رشتهٔ نسخه‌شناسی بنیاد ایران‌شناسی، ۱۳۹۶، رحلی ۳۰۰ ص، مصوّر.
۱۳۹۶ بادیهٔ عشق (گزیده گفتارها دربارهٔ وحشی بافقی)، یزد: اندیشمندان یزد، ۱۳۹۶، وزیری، ۷۷۶ص.
۱۳۹۶ امید شعر، مهدی اخوان ثالث «م. امید»، مشهد: طنین قلم، حوزهٔ هنری خراسان رضوی (مشاهیر ادب خراسان، ۶)، ۱۳۹۶، رقعی، ۲۷۴ص.
۱۳۹۵ قلمستان، ویژه‌نامهٔ هفتمین همایش ایران‌شناسی، نکوداشت استاد عبدالعظیم پویا، ۲۹/۲/۱۳۹۵، وزیری، ۱۱۲ص.
۱۳۹۵ رضا مدرّس یزدی، تهران: خانهٔ کتاب (مشاهیر نشر کتاب ایران، ۱۷)، ۱۳۹۵، پالتویی، ۴۸ص.
۱۳۹۵ پویای فرهنگ (ارج‌نامهٔ استاد عبدالعظیم پویا)، میبد: دانشگاه آیت‌الله حائری میبد، ۱۳۹۵، وزیری، ۴۴۱ ص، مصوّر.
۱۳۹۵ بقای شعر، علی باقرزاده «بقا»، مشهد: طنین قلم، حوزهٔ هنری خراسان رضوی (مشاهیر ادب خراسان، ۴)، ۱۳۹۵، رقعی، ۱۸۳ ص، مصوّر.
۱۳۹۴ مهدی آذر یزدی، تهران: خانهٔ کتاب (مشاهیر کتاب‌شناسی معاصر ایران، ۱۵)، ۱۳۹۴، پالتویی، ۴۸ص.
۱۳۹۴ کتاب‌شناسی اخوان ثالث، یزد: آرتاکاوا، ۱۳۹۴، وزیری، ۲۶۲ص.
۱۳۹۴ رباعیّات مؤمن یزدی (به همراه چند غزل و قطعه): مؤمن حسین یزدی، به کوشش: حسین مسرّت، تهران: مرکز پژوهشی میراث مکتوب (زبان و ادبیّات فارسی؛ ۶۵)، ۱۳۹۴، وزیری، هشتاد + ۳۰۰ص.
۱۳۹۴ دیدگاه‌ها (دربارهٔ آثار دکتر محمّدعلی اسلامی ندوشن)، تهران: شرکت سهامی انتشار، ۱۳۹۴، وزیری، ۵ ج. ج ۱: دربارهٔ فردوسی و شاهنامه، ۲۶۷ص؛ ج ۲: روزها، ۳۰۴ص؛ ج ۳: دربارهٔ جامعه و فرهنگ، ۱۸۳ص؛ ج ۴: نوشته‌هایی در تاریخ و ادب، ۱۷۳ص؛ ج ۵: کارنامهٔ ادبی، ۲۳۷ص. (به همراه پیام شمس‌الدّینی)
۱۳۹۴ آقا رضا سعیدی، تهران: خانهٔ کتاب (مشاهیر نشر کتاب ایران، ۲)، ۱۳۹۴، پالتویی، ۴۸ص.
۱۳۹۴ آذر یزدی شیفتهٔ کتاب، یزد: اندیشمندان یزد، ۱۳۹۴، رقعی، نه + ۱۰۸ص.
۱۳۹۴ از خاک تا خشت، خشت از دیدگاه معماری و مردم‌شناسی، تهران: یزدا، ۱۳۹۴، ۳۲۰ ص، مصوّر.
۱۳۹۳ فهرست الفبایی کتاب‌های خطّی پزشکی کتابخانهٔ وزیری یزد، یزد: کتابخانهٔ وزیری یزد، ۱۳۹۳، وزیری، ۱۷۰ص. (به همراه: منوچهر آراسته).
۱۳۹۳ دیوان غیاث‌الدّین نقشبند یزدی، به کوشش: حسین مسرّت، یزد: اندیشمندان یزد، ۱۳۹۳، وزیری، ۲۴۰ص.
۱۳۹۲ کتاب‌شناسی وحشی بافقی، یزد: توز و قلم، ۱۳۹۲، وزیری، ۲۴۰ص.
۱۳۹۲ فرهنگ واژه‌های پلّه‌های سنگی، سروده: عبدالحسین جلالیان، گردآوری: میثم تجمّلیان، زیر نظر و ویراستاری: حسین مسرّت، یزد: اندیشمندان یزد، ۱۳۹۲، وزیری، ۴۱۲ص.
۱۳۹۲ سیمای یزد، مترجم: علیرضا قدیری، یزد: اندیشمندان یزد، ۱۳۹۲، خشتی، ۲۶۴ص، مصوّر، رنگی. (دوزبانه).
۱۳۹۲ دیباچه‌ها (برگرفته از کتاب‌های دکتر محمّدعلی اسلامی ندوشن)، تهران: شرکت سهامی انتشار، چاپ اوّل و دوم، ۱۳۹۲، رقعی، ۳۹۶ص.
۱۳۹۲ آتش جان‌سوز (زندگی، آثار و اشعار وحشی بافقی) یزد: طلوع فردا، ۱۳۹۲، وزیری، ۲۳۶ ص، مصوّر.
۱۳۹۱ یزد، مرکز سرمایه‌گذاری ایران: احمد مدد، ویراستار: حسین مسرّت، یزد: نیکوروش، ۱۳۹۱، وزیری، ۹۲ ص، مصوّر، رنگی.
۱۳۹۱ مسجد جامع کبیر یزد، یزد: اندیشمندان یزد، ۱۳۹۱، رقعی، ۱۲۰ ص، مصوّر، رنگی.
۱۳۹۱ در آیینهٔ روزها، درنگی بر کتاب روزها اثر دکتر محمّدعلی اسلامی ندوشن، میبد: بنیاد میبدی، ۱۳۹۱، رقعی ۳۱۰ص. (همراه با پیام شمس‌الدّینی).
۱۳۹۱ پناه مردم، در احوالات و کرامات آیت‌الله حاج شیخ غلامرضای یزدی (فقیه خراسانی)، تهیّه: مرکز مطالعات فرهنگی و پژوهشی ریحانةالرّسول، یزد: اندیشمندان یزد، ۱۳۹۱، پالتویی، ۱۵۶ ص، مصوّر. (بدون نام).
۱۳۹۰ یزدشناس نامور، زندگی، آثار و خدمات استاد ایرج افشار به‌ویژه به یزد، یزد: بنیاد میبدی و انجمن چهارسوق کویر اردکان، ۱۳۹۰، رقعی، ۱۳۲ ص، مصوّر.
۱۳۹۰ طبیب دل‌ها، زندگی‌نامه و یادنامهٔ دکتر محمّد بامشاد، یزد: اندیشمندان یزد، ۱۳۹۰، وزیری، ۲۲۶ص، مصوّر، رنگی. (بدون نام).

### دهه ۱۳۸۰
۱۳۸۹ یزد، تهران: مدرسه (سرزمین من ایران)، چاپ دوم، ۱۳۹۱ (چاپ نخست، ۱۳۸۹)، رحلی، ۱۴۴ ص، مصوّر، رنگی. (به نادرست نام مهدی آذر یزدی به‌عنوان نویسندهٔ همکار آمده‌است).
۱۳۸۹ گنج کویر (پیشینه و کارنامهٔ کتابخانهٔ وزیری یزد)، یزد: اندیشمندان یزد، ۱۳۸۹، وزیری، ۱۷۰ ص، مصوّر.
۱۳۸۹ سفرها و سخن‌ها (مجموعهٔ چند سفرنامه و مصاحبه): حسین بشارت، گردآوری و تدوین: حسین مسرّت، یزد: اندیشمندان یزد، ۱۳۸۹، وزیری، ۳۰۶ص.
۱۳۸۹ روحانی فرهنگ‌دوست (یادمان شادروان وزیری یزدی)، یزد: اندیشمندان یزد، ۱۳۸۹، رقعی، ۲۰۴ص، مصوّر.
۱۳۸۹ پرده‌گشا، رازنما (مروری بر زندگی و آثار رشیدالدّین میبدی)، زیر نظر: علیرضا مختارپور قهرودی، تهران: همشهری (مجموعهٔ اندیشه‌مندان ایران و اسلام، ۲۴)، ۱۳۸۹، رقعی، ۱۶۴ص.
۱۳۸۹ آب‌انبارهای شهر یزد (درآمدی بر پیشینه، کارکرد و ساختار آن‌ها)، تهران: یزدا، ۱۳۸۹، بیاضی، ۳۲۰ ص، مصوّر.
۱۳۸۸ یزد، شهر دوچرخه‌ها، چشم‌انداز و استراتژی توسعهٔ صنعت دوچرخه و دوچرخه‌سواری استان یزد: مجتبی حسینی‌پور، میثم کوچک‌زاده، ویراستار و مقدّمه: حسین مسرّت، یزد: اندیشمندان یزد، ۱۳۸۸، وزیری، ۲۰۴ ص، مصوّر، رنگی.
۱۳۸۸ زندگی و آثار استاد محمود مشروطه (دارالعباده به روایت تصویر)، پژوهش برای شورای پژوهش ادارهٔ کلّ فرهنگ و ارشاد اسلامی استان یزد، ۱۳۸۸، رحلی، ۱۱۰ص، مصوّر.// یزد: انتشارات مشروطه، ۱۳۹۸، وزیری، (زیر چاپ)
۱۳۸۸ دانشورز، ویژه‌نامهٔ کتابخانه و موزهٔ وزیری یزد، به کوشش: حسین مسرّت، (تیر ۱۳۸۸)، ۳۰ ص، مصوّر، رنگی.
۱۳۸۷ مقالات طوفانی، بررسی مقالات فرّخی یزدی، به همراه ۱۰۰ مقالهٔ برگزیدهٔ او: محمود صادق‌زاده، ویراستار: حسین مسرّت، یزد: دانشگاه آزاد اسلامی یزد، ۱۳۸۷، وزیری، ۴۶۰، مصوّر.
۱۳۸۶ یزد، پردیس کویر، راهنمای گردشگری استان یزد: وحیدهٔ عالم‌زاده و دیگران، زیر نظر: حسین مسرّت، یزد: علم نوین، چاپ دوم ۱۳۸۶، رقعی، ۱۹۲ ص، مصوّر، رنگی.
۱۳۸۵ زندگی‌نامه و خدمات علمی استاد مهدی آذر یزدی، [به کوشش: حسین مسرّت] ویراستار: امید قنبری، تهران: انجمن آثار و مفاخر فرهنگی، چاپ دوم، ۱۳۸۸ (چاپ نخست ۱۳۸۵)، رقعی، ۳۱۴ص، مصوّر. (بدون نام).
۱۳۸۴ رهاورد دیدار، مجموعهٔ سخنرانی‌ها، مقالات، پیام‌ها و اشعار دیدار دوستانه با دکتر اسلامی ندوشن، به اهتمام: یدالله جلالی پندری، به همراه کتاب‌شناسی دکتر اسلامی ندوشن، به کوشش: حسین مسرّت، یزد: انجمن شعر و ادب یزد، ۱۳۸۴، رقعی ۳۶۸ص، مصوّر.
۱۳۸۴ روشن‌تر از روشن (ره‌آورد دیدار دوستانه با دکتر محمّدعلی اسلامی ندوشن)، یزد: شورای شعر و ادب استان یزد، ۱۳۸۴، رقعی، ۲۴۰ص، مصوّر.
۱۳۸۴ در آیینهٔ خشت خام، خشت از دیدگاه معماری و مردم‌شناسی، قم: بقیةالعتره و اندیشمندان یزد، ۱۳۸۴، وزیری، ۲۲۱ص.
۱۳۸۴ پیشوای آزادی، زندگی و شعر فرّخی یزدی، ویراستار: پیام شمس‌الدّینی، تهران: ثالث، چاپ دوم ۱۳۹۶ (چاپ اوّل، ۱۳۸۴)، رقعی، ۷۵۲ ص، مصوّر.
۱۳۸۴ پژوهشی در آب‌انبارهای شهر یزد، به سفارش: پایگاه میراث فرهنگی شهر یزد، یزد: اندیشمندان یزد، چاپ دوم، ۱۳۸۹ (چاپ نخست، ۱۳۸۴)، وزیری، ۲۰۴ ص، مصوّر.
۱۳۸۴ بستان نیاز و گلستان راز «مناجات‌نامه»: سید محمّدکاظم طباطبایی یزدی، به کوشش: حسین مسرّت، یزد: انجمن آثار و مفاخر فرهنگی یزد؛ وصال، ۱۳۸۴، رقعی، بیست + ۱۵۲ص. / قم: بنیاد بین‌المللی دعا، ویرایش دوم، ۱۳۹۸. (در دست چاپ).
۱۳۸۳ ویژه‌نامهٔ همایش نکوداشت استاد مهدی آذر یزدی، به کوشش: حسین مسرّت و پیام شمس‌الدّینی، یزد: بنیاد ریحانةالرّسول یزد و اندیشمندان یزد، ۱۳۸۳، رقعی، ۱۲۸ ص، مصوّر.
۱۳۸۳ تذکرهٔ میکده و مقام آن در ادبیّات تاجیکی، پایان‌نامهٔ رشتهٔ زبان و ادبیّات فارسی دانشگاه ملّی تاجیکستان، استاد راهنما: دکتر کمال‌الدّین عینی، ۱۳۸۳، رحلی ۲۰۰ص.
۱۳۸۲ راهیان حریم عشق: مهدی وافی، ویراستار: حسین مسرّت، مشهد: ماهوان، ۱۳۸۲، وزیری، ۲۴۸ ص، مصوّر.
۱۳۸۱ ترجمهٔ مقابله‌ای گزیده‌ای از دیوان فرّخی یزدی (فارسی و انگلیسی) [بر پایۀ دیوان فرّخی یزدی به کوشش حسین مسرّت، نشر انجمن آثار و مفاخر فرهنگی یزد]، ترجمه: علاءالدّین پازارگادی، تهران: رهنما، ۱۳۸۱، وزیری، ۶۲۴ص. (بدون نام)
۱۳۸۱ تذکرهٔ میکده، همراه با تاریخ ادبیّات یزد در عصر قاجار، محمّدعلی وامق یزدی، یزد: اندیشمندان یزد و بنیاد ریحانةالرّسول یزد، [ویرایش دوم]، ۱۳۸۱، وزیری، ۷۸۴ص.
۱۳۸۰ یادمان شادروان حجّةالاسلام وزیری یزدی، یزد: بنیاد ریحانةالرّسول یزد، ۱۳۸۰، رقعی، ۸۸ ص، مصوّر.

### دهه ۱۳۷۰
۱۳۷۸ ویژه‌نامهٔ کنگرهٔ بزرگداشت فرّخی یزدی، [به کوشش: حسین مسرّت] یزد: دبیرخانهٔ کنگرهٔ بزرگداشت فرّخی یزدی، ۱۳۷۸، رقعی، ۱۱۰ ص، مصوّر. (بدون نام).
۱۳۷۸ گزیده اشعار وحشی بافقی، انتخاب و شرح: حسین مسرّت، تهران: قطره (مجموعهٔ ادب فارسی؛ ۲۵)، ۱۳۷۸، وزیری، ۱۸۹ص.
۱۳۷۸ کتاب‌شناسی فرّخی یزدی، یزد: انجمن آثار و مفاخر فرهنگی استان یزد، ۱۳۷۸، رقعی، هیجده + ۱۶۰ص، مصوّر.
۱۳۷۸ شاعر لب‌دوخته، زندگی و مبارزات فرّخی یزدی، یزد: انجمن آثار و مفاخر فرهنگی استان یزد، ۱۳۷۸، وزیری، ۴۲۸ص، مصوّر.
۱۳۷۸ دیوان فرّخی یزدی، همراه با اشعار نویافته، به کوشش: حسین مسرّت، یزد: انجمن آثار و مفاخر فرهنگی استان یزد، ۱۳۷۸، وزیری، دوازده + ۴۷۰ + ۴۵ ص، مصوّر.//تهران: قطره، [ویرایش دوم]، ۱۳۸۰، وزیری، ۴۸۴ص. (با مقدّمهٔ دکتر محمّدعلی اسلامی ندوشن).// تهران: مولی [ویرایش سوم]، ۱۳۹۱، وزیری، هفتادوسه +۵۱۰ ص، مصوّر.
۱۳۷۸ تندیس پارسایی، نانوشته‌هایی از زندگی و مکارم اخلاقی آیت‌الله حاج شیخ غلامرضا یزدی (فقیه خراسانی)، تدوین و تنظیم: حسین مسرّت، ویراستار: محمّد اسفندیاری، به اهتمام: محمّد کاظمینی، قم: تشیّع، ویرایش اوّل، ۱۳۷۸، وزیری، مصوّر، ۳۶۰ ص// قم: صحیفهٔ خرد، بنیاد ریحانه‌الرّسول یزد، ویرایش دوم، ۱۳۸۴، وزیری، مصوّر، ۴۵۰ص.
۱۳۷۷ مردی با باوری بلند و روشن (زندگی، آثار و افکار استاد محمّدکریم پیرنیا)، یزد: دبیرخانهٔ جشنوارهٔ کشوری هنرهای تجسّمی (یادمان استاد پیرنیا)، ۱۳۷۷، رحلی، ۸۰ ص، مصوّر// یزد: بنیاد محمّدکریم پیرنیا، چاپ دوم، ۱۳۹۳، رحلی، ۸۰ ص، مصوّر.
۱۳۷۷ مدیر یک‌دقیقه‌ای: کنت بلانچارد و اسپنسر جانسون، ترجمه: یحیی زارع مهرجردی، ویراستاران: حسین مسرّت و نادر سعیدی، یزد: انتشارات یزد، ۱۳۷۷، رقعی، ۱۱۵ص.
۱۳۷۷ به کار بستن مدیر یک‌دقیقه‌ای: کنت بلانچارد و رابرت لاربراز، ترجمه: یحیی زارع مهرجردی، ویراستار: حسین مسرّت، یزد: انتشارات یزد، ۱۳۷۷، رقعی، ۱۲۸ص.
۱۳۷۶ یزد، یادگار تاریخ، یزد: انجمن کتابخانه‌های عمومی استان یزد، ۱۳۷۶، ج ۱، ۲۵ + ۱۱۵۶ ص، مصوّر. / تهران: دف، ویرایش دوم، ۱۳۹۵، رحلی، سی + ۵۷۲ ص، مصوّر، رنگی.
۱۳۷۵ شکوه پارسایی و پایداری، زندگی و مبارزات و آثار آیت‌الله‌العظمی سید محمّدکاظم طباطبایی یزدی، یزد: فرمانداری یزد، چاپ اوّل و دوم، ۱۳۷۵، رقعی، ۱۸ + ۱۷۴ص، مصوّر. (بدون نام)
۱۳۷۴ کلک آشنا؛ یادمان نخستین جشنوارهٔ خوشنویسی در استان یزد، تدوین: زهرا حکمی، ویراستار و راهنما: حسین مسرّت، یزد: ادارهٔ کلّ فرهنگ و ارشاد اسلامی استان یزد و انجمن خوشنویسان یزد، ۱۳۷۴، رقعی، ۳۶، مصوّر.
۱۳۷۴ کتاب‌شناسی ابوالفضل رشیدالدّین میبدی (تحلیلی – توصیفی): یزد: انجمن آثار و مفاخر فرهنگی (سلسله انتشارات کنگره، ش ۴)، ۱۳۷۴، وزیری، ۸۱ + ۲۱۰ + ۲۲ص، مصوّر.
۱۳۷۴ خلاصه مقالات کنگرهٔ بزرگداشت ابوالفضل رشیدالدّین میبدی، (کار گروهی)، یزد: دبیرخانهٔ کنگرهٔ میبدی (سلسله انتشارات کنگره، ش ۷)۱۳۷۴، رحلی، ۹۰ص.
۱۳۷۴ خبرنامهٔ کنگرهٔ بزرگداشت ابوالفضل رشیدالدّین میبدی، (کارگروهی)، یزد: دبیرخانهٔ کنگرهٔ میبدی، ش ۱–۳، (۵–۷/۲/۱۳۷۴).
۱۳۷۲ نادر فرخنده‌پیام (زندگی و اشعار وحشی بافقی)، یزد: آموزش‌وپرورش یزد و استانداری یزد، ۱۳۷۲، وزیری، ۷۲ص.
۱۳۷۱ سفرنامهٔ منشی‌زاده: محمّدحسین منشی‌زاده، به کوشش: محمّدباقر منشی‌زاده، با مقدمه ایرج افشار[پیشگفتار: حسین مسرّت]، یزد: بی‌نا، ۱۳۷۱، وزیری، چهل و چهار + ۲۶۶ ص، مصوّر. (بدون نام).
۱۳۷۱ تذکرهٔ میکده، محمّدعلی وامق یزدی، به کوشش: حسین مسرّت، تهران: فرهنگ ایران‌زمین (ش ۳۷) و سلسله نشریات ما، ۱۳۷۱: وزیری، ۳۵۲ص.
۱۳۷۰ دیوان قضایی یزدی: [تصحیح و مقابله: حسین مسرّت]، به کوشش: احمد کرمی، تهران: ما، ۱۳۷۰، وزیری، ۲۲۹ص. (بدون نام).

### دهه ۱۳۶۰
۱۳۶۵ مسجد علیا نعیم‌آباد یزد، پژوهش: حسین مسرّت، به کوشش: محمّدرضا اولیاء، یزد: دفتر فنّی حفاظت آثار باستانی یزد، ۱۳۶۵، بیاضی، مصوّر.
۱۳۶۵ دخمه‌های زرتشتیان یزد، پژوهش: حسین مسرّت، ویرایش: محمّدرضا اولیاء، یزد: دفتر فنّی حفاظت آثار باستانی یزد، ۱۳۶۵، بیاضی، مصوّر.
۱۳۶۳ نگاهی به مسجد زاویهٔ یزد، پژوهش: حسین مسرّت، به کوشش: محمّدرضا اولیاء، یزد: دفتر فنّی حفاظت آثار باستانی یزد، ۱۳۶۳، بیاضی، مصوّر.

## تصحیح
- تذکره میکده محمد علی وامق یزدی
- تذکره میکده همراه با تاریخ ادبیات ایران
- دیوان غیاث الدین نقشبندی
- دیوان قضایی یزدی
- دیوان فرخی یزدی
- رباعیات مؤمن یزدی
- سفرنامه منشی زاده